# Homeopathy and Its Kindred Delusions

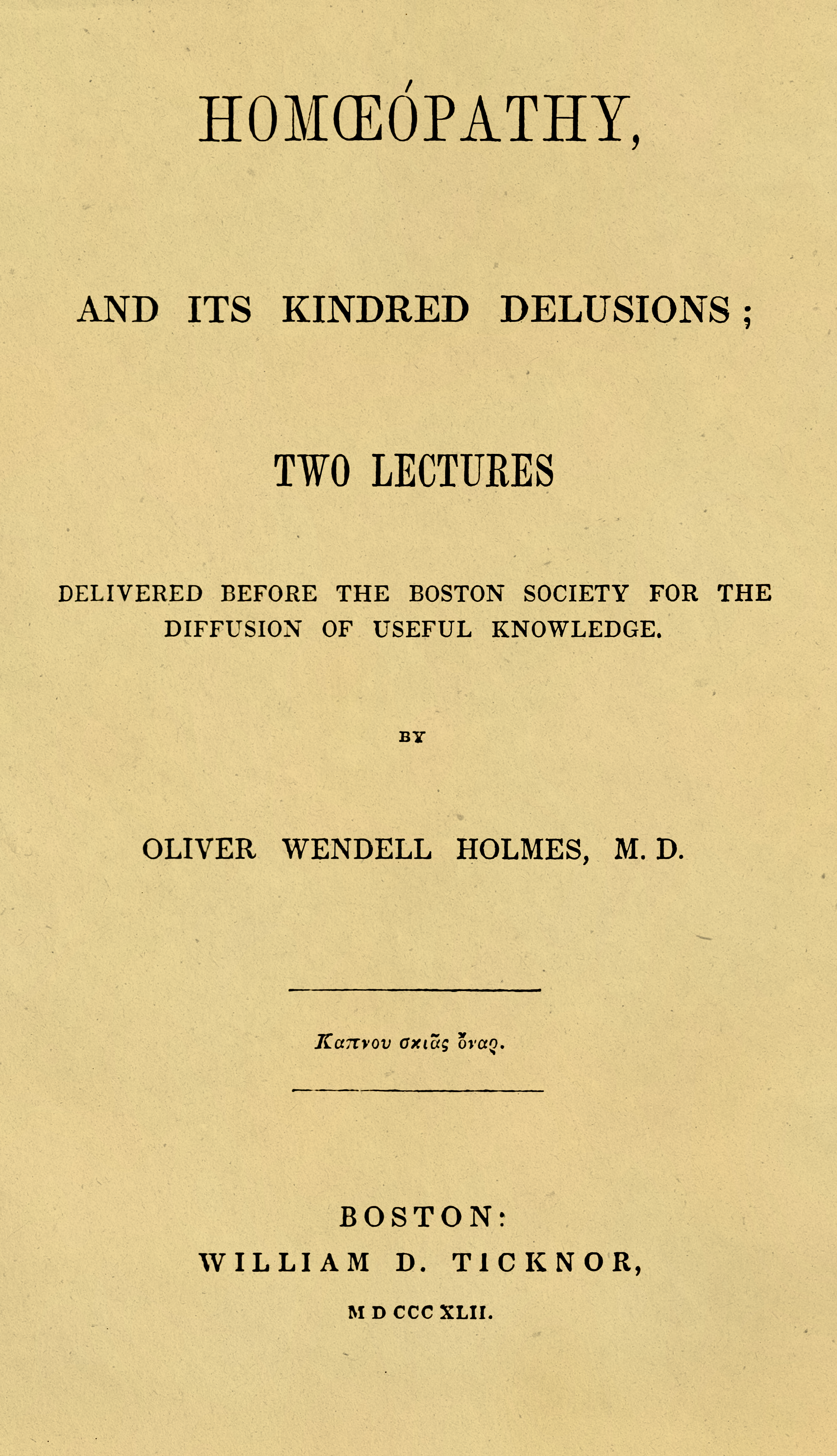
Titelseite der ersten Auflage 1842

Homœopathy and Its Kindred Delusions (deutsch etwa: Homöopathie und ähnliche Irrtümer) ist ein Essay von Oliver Wendell Holmes, Sr., basierend auf dessen zwei Vorlesungen Medical Delusions und Homœopathy von 1842. Darin kritisiert er die Homöopathie und vergleicht sie mit „Astrologie, Handlesen und anderen Methoden, die aus den Schwächen und der Leichtgläubigkeit der Menschen Gewinn erwirtschaften.“ Der Text zählt zu den wichtigsten Arbeiten von Holmes und ist eine der ältesten kritischen Auseinandersetzungen mit der Homöopathie.

## Inhalt
Homeopathy and Its Kindred Delusions besteht aus zwei Teilen. Im ersten Teil erklärt Holmes, wie der Placebo-Effekt zu falsch-positiven Resultaten führen kann und beschreibt verschiedene beliebte, aber ineffektive Formen der Quacksalberei (wie z. B. die königliche Berührung, die Perkinsschen Nadeln und die Waffensalbe). Damit zeigt er, dass positive anekdotische Fallberichte nicht unbedingt auf eine wirksame ärztliche Therapie hinweisen. Er beschreibt, wie Elisha Perkins die Heilwirkung seiner Nadeln auf eine spezielle Metalllegierung zurückführte und wie die Nadeln an Beliebtheit einbüßten, nachdem entdeckt wurde, dass sie ungeachtet ihrer Beschaffenheit immer den gleichen Effekt erzielten. Im zweiten Teil kritisiert Holmes die Homöopathie selbst, unter anderem die Theorie des Potenzierens. Ein weiteres Thema ist die homöopathische Arzneimittelprüfung (die Praxis, Substanzen darauf zu testen, welche Symptome sie erzeugen). Holmes bemängelt, dass die Testpersonen selbst kleinste Unannehmlichkeiten (wie Jucken) als Ergebnisse der Prüfsubstanzen ansehen würden und dass diese Methode keine Kausalität nachweisen könne.
In der Arbeit verleiht Holmes seiner Überzeugung Ausdruck, „dass wirklicher Fortschritt nur nach jahrelanger Arbeit von hochqualifizierten Fachleuten erzielt werden kann, die sich wenig um Ruhm und Anerkennung sorgen.“

## Rezeption
Homeopathy and Its Kindred Delusions erhielt sowohl Lob, als auch Kritik nach der Veröffentlichung. In einer Serie von Briefen mit dem Titel Some Remarks on Dr. O. W. Holmes's Lectures on Homeopathy and Its Kindred Delusions; Communicated to a Friend verglich Robert Wesselhöft Holmes’ Arbeit negativ mit der von Autoren, die „sich über ihre Mitmenschen lustig machen“ und betrachtete sie als Beispiel für die „von der Medizin alter Schule anhaltende Geringschätzung von Reformen“. Im Gegensatz dazu bezeichnete Eric W. Boyle in seinem Buch Quack Medicine 2013 Holmes’ Arbeit als eine „äußerst sorgfältig begründete Auseinandersetzung mit der Homöopathie als gefährliche und tödliche Verirrung.“